# Jan Raneke
Jan Raneke PhD,  né le 5 avril 1914 à Vollsjö, (Skåne), et décédé le 14 octobre 2007 est un héraldiste, à la fois théoricien et praticien.
Peintre héraldiste de talent, il est également docteur en philosophie.

## Sa formation
Raneke a commencé par suivre les cours de l’école des arts industriels de Stockholm et s’est formé dans le domaine de la publicité dans lequel il travailla de 1944 à 1968.
Parallèlement il perfectionna son style héraldique en s’inspirant des productions de Friedrich Britze et Otto Hupp.

## Ses créations
Il eut une abondante production dans le domaine de l’héraldique et dessina les armoiries de nombreux particuliers, familles, associations et municipalités.
Son apport à l’art héraldique fut de grand poids, en le diffusant dans la société, en en modernisant le style tout en en conservant une grande qualité artistique.
Il a créé aussi de nombreux ex-libris.
Il a publié en 1967  en collaboration avec Frithiof Dahlby le « Vapenbok » de la noblesse suédoise, dont il dessina toutes les armes.
Comme c’est toujours le cas chez les meilleurs peintres héraldistes, son talent était étayé par une grande connaissance théorique et historique de son art, et c’est ainsi qu’il présenta comme thèse de doctorat à l’Université de Lund en 1975, une étude sur l’héraldique médiévale.
Il a encore publié en 1990 le livre « Adelsheraldik » avec fac-similé d’un armorial du XIXe siècle le « Carl vapenbok riksheraldikern » d’Arvid Klingspor.
Il participe en tant que maître à la formation des apprentis et des compagnons qui veulent obtenir une maîtrise en art héraldique.
Il est membre de la Societas heraldica Scandinavica et depuis 2002 de l'Académie internationale d'héraldique.